# Warera Hobby's Famicom Seminar
Warera Hobby's Famicom Seminar (われらホビーズ ファミコンゼミナール Warera Hobīzu Famikon Zemināru?)  es un manga japonés de Aoki Kei publicado en la revista Jump Comics de la editorial Shūeisha de manera serial desde junio de 1988 hasta enero de 1991 y posteriormente compilado en 4 volúmenes tankōbon.

## Juegos Basados
Representa a los videojuegos adaptados por Manga. Tenga en cuenta que aunque el manga se centra en los juegos de Famicom y Super Famicom.

### Volumen 1 (junio de 1988)
- Super Mario Bros. (Nintendo)
- F-1 Race (Nintendo)
- Gradius (Konami)
- TwinBee (Konami)
- Bomberman (Hudson Soft)
- Ninja JaJaMaru-kun (Jaleco)
- Challenger (Hudson Soft)
- Kinnikuman (Bandai)
- Xevious (Namco)
- Excitebike (Nintendo)
- Ice Climber (Nintendo)
- Castlevania (Konami)
- Circus Charlie (Konami)
- Ganbare Goemon (Konami)
- Ghosts'n Goblins (Capcom)

### Volumen 2 (agosto de 1989)
- 27: Dragon Quest III (Square Enix)
- 28: Nobunaga no Yabou: Zenkokuban (Koei)
- 29: Famicom Tantei Club: Kieta Kōkeisha (Nintendo)
- 30: R-Type (Irem)
- 31: Kyuukyoku Harikiri Stadium (Taito)

### Volumen 3 (febrero de 1990)
- 32: Famicom Wars (Nintendo)
- 33: Family Circuit (Namco)
- 34: Genpei Tōma Den (Namco)
- 35: Super Mario Bros. 3 (Nintendo)
- 36: Mega Man 2 (Capcom)
- 37: Momotaro Densetsu (Hudson Soft)
- 38: Akira (videojuego) (Taito)
- 39: River City Ransom (Technōs Japan)
- 40: Final Fantasy II (Square Enix)
- 41: JaJaMaru: Ninpō Chō (Jaleco)
- 42: Robocop (Data East)
- 43: Super Chinese 2 (Culture Brain)

### Volumen 4 (enero de 1991)
- 44: Oishinbo: Kyukyoku no Menu 3bon Syoubu (TOSE)
- 45: Mother (Nintendo)
- 46: TwinBee 3: Poko Poko Daimaō (Konami)
- 47: Famicom Mukashibanashi: Yūyūki (Nintendo)
- 48: Godzilla (Compile)
- 49: New Ghostbusters II (HAL Laboratory)
- 50: Batman (Sunsoft)
- 51: Captain Tsubasa (Tecmo)
- 52: Dragon Quest IV (Square Enix)
- 53: Ultraman (Bandai)
- 54: Final Fantasy III (Square Enix)
- 55: Dr. Mario (Nintendo)
- 56: la saga de Super Mario Bros.

- Datos: Q61862191